# Blauwe Maandag Compagnie

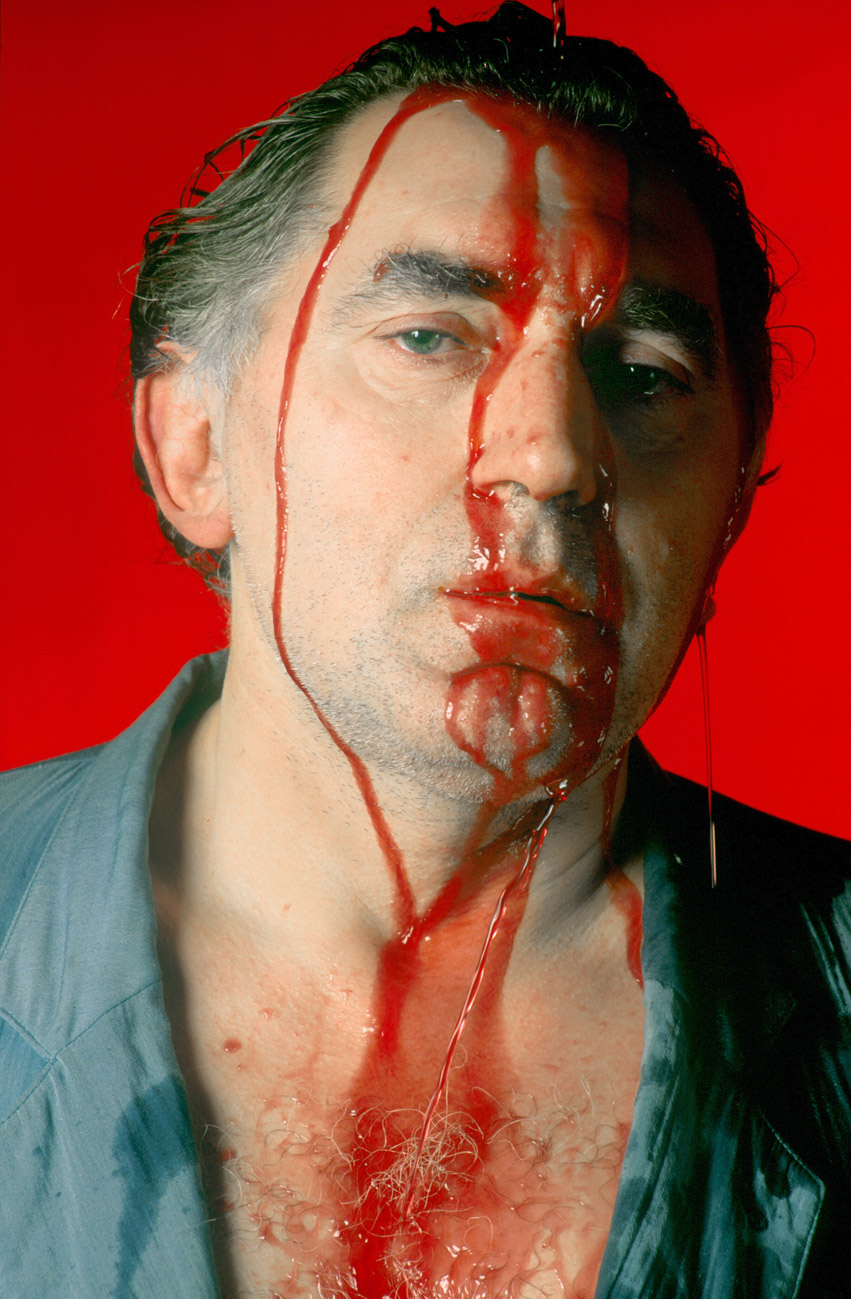
Jan Decleir, ALL FOR LOVE, 1993

De Blauwe Maandag Compagnie was een theatergezelschap dat gedurende vele seizoenen een aanzienlijke stempel heeft gedrukt op het Vlaams theaterlandschap. Blauwe Maandag Compagnie werd in Antwerpen opgericht in 1984 door Guy Joosten en Luk Perceval uit onvrede met het officiële theater, in casu de Koninklijke Nederlandse Schouwburg waar Perceval vijf jaar actief was geweest.
De allereerste productie was "De geschiedenis van Don Quichot" naar Cervantes. Ook stukken van Peter Handke, William Shakespeare en August Strindberg werden bewerkt. In 1986 kreeg Warre Borgmans de Oscar De Gruyterprijs voor zijn rol van Jago in de BMC productie "Othello". In 1988 kwam de grote doorbraak met "De Meeuw" van Anton Tsjechov met op de planken Els Dottermans, Peter Van den Begin, Jan Decleir, Chris Lomme, ... Els Dottermans kreeg in 1989 de Colombina voor haar rol als Nina in "De Meeuw". Een publiekstrekker was het in 1991 geproduceerde "Wilde Lea" naar Nestor de Tière. Els Dottermans als Vivi V. kreeg de Theo d'Or.
In 1991 verliet Joosten het gezelschap, een jaar later verhuisde het gezelschap naar Gent waar de Minardschouwburg en Kunstencentrum Vooruit beschikbaar waren voor producties en administratie.
Ilse Uitterlinden kreeg de Theo d'Or voor haar rol als Carlotta Monterey in de BMC-productie "O'Neill (en geef ons de schaduwen)" uit 1994. Stany Crets en Johan Dehollander regisseerden elk twee producties in 1995 en 1996.
In 1997 volgde "Ten Oorlog", de bewerking van Shakespeare door Tom Lanoye en Luk Perceval. In de monsterproductie die zowel in een week met dagelijkse voorstellingen als met marathonvoorstellingen in het weekend werd gebracht stonden Jakob Beks, Vic De Wachter, Jan Decleir, Reinhilde Decleir, Els Dottermans, Johan Heldenbergh, Ernst Löw, Wim Opbrouck, Victor Peeters, Peter Seynaeve, Els Ingeborg Smits, Lucas Van den Eynde, Koen van Kaam en Ariane van Vliet op scène. Het werd de laatste grote productie van de Blauwe Maandag Compagnie die op zoek was naar schaalvergroting.
In 1998 gingen de Blauwe Maandag Compagnie en de Koninklijke Nederlandse Schouwburg samen op in Het Toneelhuis.
In 1989, 1990 en 1994 werd de Blauwe Maandag Compagnie op Het Theaterfestival laureaat van de Dommelsch Theaterprijs.